# 2012年1月英國

## 1月31日
- 回應蘇格蘭皇家銀行行政總裁史蒂芬·赫斯特放棄近百萬英鎊花紅一事，工黨黨魁文立彬認為，除了被國有化的銀行，其他銀行高層也應該仿傚赫斯特放棄花紅的做法，他表示如果銀行高層沒有傑出表現，就不應獲發鉅額花紅。BBC （页面存档备份，存于）
- 外交部發言人表示，聯合內閣不會透過立法手段宣示英國對福克蘭群島的主權。該發言人又表示現行聯合國的規則已經有效保障英國的主權完整。BBC （页面存档备份，存于）

## 1月30日
- 受到工黨黨魁文立彬的壓力，蘇格蘭皇家銀行行政總裁史蒂芬·赫斯特（Stephen Hester）宣佈放棄接近100萬英鎊的花紅，首相府發言人強調不會要求銀行其他管理層放棄花紅。BBC （页面存档备份，存于）
- 英國大學本年只收到462,507宗報讀大學一年級的本土申請，宗數較去年急降百分之8.7，分析指出聯合政府批准大學學費大幅上調至每年最多9,000英鎊，直接導致報讀大學的本土申請劇減。不過，來自非歐盟地區的海外申請則較去年增加百分之13.7，當中以來自遠東地區的申請增幅最為顯著。BBC （页面存档备份，存于）

## 1月21日
- 就業及退休保障大臣施志安表示，聯合政府的《福利改革草案》雖然建議每戶家庭每年不可取得多於26,000英鎊社會福利，但建議目的並不在於「懲罰民眾」，而是希望受助家庭在減少依賴的同時改善生活，他強調受助家庭不會因為改革而「受苦」。BBC （页面存档备份，存于）
- 北愛爾蘭貝爾法斯特的皇家慶典婦產科醫院有三名初生嬰兒在最近兩周先後感染假單孢菌死亡，院方現正對院舍進行徹底清洗和消毒。該院目前仍有一名同樣感染假單孢菌的嬰兒接受治療當中，另有兩名嬰兒已經痊癒，有一名同樣染病的嬰兒則因為其他原因死亡。院舍其他嬰兒正接受測試以鑑定有沒有受細菌感染。BBC （页面存档备份，存于）

## 1月14日
- 由英美合資擁有的歌詩達郵輪協和號（Costa Concordia）在意大利吉廖島沿岸海域觸礁，船身嚴重傾側下沉。郵輪事發時載有3,200名乘客，已知最少三人遇難。外交部表示暫時無法確認船上的英國國民數目，也沒有英國國民遇難的消息，有關單位已經設立特別查詢熱線協助。有受訪的英國旅客憶述，從郵輪逃生的時候恍如置身鐵達尼號。BBC （页面存档备份，存于）、BBC （页面存档备份，存于）、BBC（页面存档备份，存于）
- 工黨影子財政大臣博雅文出席BBC一個電台節目時表示，為了有效削減財政赤字，工黨將支持向公職人員實行凍薪。不過有工會領袖批評博雅文的言論反映工黨未能為「平民百姓」發聲。BBC （页面存档备份，存于）

## 1月12日
- 聯合政府的《福利改革草案》被上議院否決，投反對票的包括五名自民黨議員。草案的爭議焦點牽涉政府對供款式福利就業及支援津貼的改革，改革建議對申領津貼滿12個月的癌症病人進行入息審查；在12個月內停止向被認為具工作能力的病人發放津貼；以及停止向殘疾青少年發放津貼。在野工黨批評改革穿越英國福利尺度的底線，政府發言人則表示改革事在必行，但會聆聽反對意見。BBC （页面存档备份，存于）
- 英國警方介入調查英國情報機關曾否協助卡達菲政權引度兩名利比亞異見份子返回該國的事件。其中一名異見份子表示，他在2004年被強行從泰國曼谷帶返利比亞，美國中情局和軍情六處有份從中參與。該異見份子表示返回利比亞後遭當局嚴刑拷打，認為英國應當為此道歉。警方發言人強調，不會有軍情五處或軍情六處的人員因為有異見份子被利比亞當局拷打而被起訴。BBC （页面存档备份，存于）

## 1月7日
- 英揆大衛·卡梅倫參觀黑池一所公立醫院，並接受BBC訪問，他認為政府有必要推出新措施提升英格蘭公立醫院的服務質素，建議中的措施包括要求護士每小時巡察病房和病人狀況、以及設立由公眾組成的監察組織，對公立醫院展開質素檢定。BBC （页面存档备份，存于）
- 由梅麗·史翠普扮演前首相戴卓爾夫人的電影《鐵娘子》在英國上映，英揆大衛·卡梅倫雖然讚揚梅麗·史翠普的演技，但批評電影設定的時間背景不當，認為電影內容不應透過晚年身體欠佳兼患有失智症的戴卓爾夫人，回憶首相任內的零碎片段。較早前，曾與戴卓爾夫人共事的前外相韓達德勳爵和前保守黨主席譚百德勳爵，分別批評戲中的鐵娘子猶如「活死人」和「半歇斯底里兼過份感性」。BBC （页面存档备份，存于）

## 1月2日
- 英揆大衛·卡梅倫發表新年講話，他承認受經濟前景不明朗影響，2012年將會是艱難的一年，但他表示隨著英國即將主辦2012年倫敦奧運以及慶祝英女皇登基鑽禧，相信可為英國帶來新的契機。BBC （页面存档备份，存于）
- 達拉謨郡一名40歲男子開槍擊斃三名女子，然後吞槍自殺，另外三人，包括一名19歲女子，則避過槍擊，但在逃走時受輕傷。警方形容事件是一場「悲劇」，初步調查相信40歲男死者是唯一行兇者，但未知行兇動機，三名女死者都是剛出席完一個新年派對，而行兇者生前則獲得執照准許管有六支槍械。BBC （页面存档备份，存于）

| 依月份排列新聞動態 |
| \| - 2014年英國：1月 - 2月 - 3月 - 4月 - 5月 - 6月 - 7月 - 8月 - 9月 - 10月 - 11月 - 12月 - 2013年英國：1月 - 2月 - 3月 - 4月 - 5月 - 6月 - 7月 - 8月 - 9月 - 10月 - 11月 - 12月 - 2012年英國：1月 - 2月 - 3月 - 4月 - 5月 - 6月 - 7月 - 8月 - 9月 - 10月 - 11月 - 12月 - 2011年英國：1月 - 2月 - 3月 - 4月 - 5月 - 6月 - 7月 - 8月 - 9月 - 10月 - 11月 - 12月 - 2010年英國：1月 - 2月 - 3月 - 4月 - 5月 - 6月 - 7月 - 8月 - 9月 - 10月 - 11月 - 12月 - 2009年英國：1月 - 2月 - 3月 - 4月 - 5月 - 6月 - 7月 - 8月 - 9月 - 10月 - 11月 - 12月 - 2008年英國：1月 - 2月 - 3月 - 4月 - 5月 - 6月 - 7月 - 8月 - 9月 - 10月 - 11月 - 12月 檢閱 \| |
| - 2014年英國：1月 - 2月 - 3月 - 4月 - 5月 - 6月 - 7月 - 8月 - 9月 - 10月 - 11月 - 12月 - 2013年英國：1月 - 2月 - 3月 - 4月 - 5月 - 6月 - 7月 - 8月 - 9月 - 10月 - 11月 - 12月 - 2012年英國：1月 - 2月 - 3月 - 4月 - 5月 - 6月 - 7月 - 8月 - 9月 - 10月 - 11月 - 12月 - 2011年英國：1月 - 2月 - 3月 - 4月 - 5月 - 6月 - 7月 - 8月 - 9月 - 10月 - 11月 - 12月 - 2010年英國：1月 - 2月 - 3月 - 4月 - 5月 - 6月 - 7月 - 8月 - 9月 - 10月 - 11月 - 12月 - 2009年英國：1月 - 2月 - 3月 - 4月 - 5月 - 6月 - 7月 - 8月 - 9月 - 10月 - 11月 - 12月 - 2008年英國：1月 - 2月 - 3月 - 4月 - 5月 - 6月 - 7月 - 8月 - 9月 - 10月 - 11月 - 12月 檢閱       |